# بلدية صبراتة
شعبية صبراتة تقع مدينة صبراتة على الساحل الشمالي الغربي لليبيا، ضمن شعبية/بلدية الزاوية، وتبعد نحو 70 كم غرب طرابلس .

## تطورات أمنية ومناطق النزاع
في عيد الأضحى عام 2025، اندلعت اشتباكات في منطقة الخطاطبة، لكن عميد البلدية محمد الحسلوك أكد أن الوضع في المدينة طبيعي جداً ولم يتأثر بتلك الأحداث، مشيراً إلى أنها كانت "خلافًا شخصيًا بين مجموعة من الشباب" وتم احتواؤها وسُجلت أضرار مادية طفيفة فقط .

## وصلات خارجية
موقع بلدية صبراتة